# 加勒比笛鯛
加勒比笛鯛，為輻鰭魚綱鱸形目鱸亞目笛鯛科的其中一種，分布於中西大西洋區的古巴及美國佛羅里達州南部海域，體長可達40公分，屬肉食性，生活習性不明。

## 擴展閱讀
維基物種上的相關：加勒比笛鯛